# Svartvingad dunrall
Svartvingad dunrall (Rallicula forbesi) är en fågel i familjen dunrallar inom ordningen tran- och rallfåglar som enbart förekommer på Nya Guinea.

## Utseende och läte
Svartvingad dunrall är en medelstor (20–25 cm) ralliknande fågel med kastanjebrun kropp och stjärt och mörka vingar. Hanen är distinkt med otecknad vinge, medan honans har fläckar. Arten är lik kastanjedunrallen, men honan är tvärbandad på bakre delen av flankerna, ej ljusfläckig, och fläckarna på vingen är beigefärgade, ej vita. Bland lätena hörs ett kvackane likt arfakdunrallen och ett hest accelererande "wokwokwokwokwok..." påminnande om blåskäggig biätare.

## Utbredning och systematik
Svartvingad dunrall delas in i två underarter med följande utbredning:
- Rallicula forbesi forbesi – centrala, östra och sydöstra Nya Guinea
- Rallicula forbesi parva – nordöstra Nya Guinea (Matt. Mengam i Adelbert Range)

Vissa urskiljer fåglar på Huonhalvön på sydöstra Nya Guinea som underarten dryas.

### Släktes- och familjetillhörighet
Kastanjedunrallen och tre nära släktingar placerades tidigare i släktet Rallina, men genetiska studier visar att de inte är släkt med övriga Rallina-arter. Faktiskt står de istället nära de afrikanska dunrallarna som numera lyfts ut till en egen familj tillsammans med skogsrallarna på Madagaskar i släktet Mentocrex.

## Levnadssätt
Arten hittas på marken i bergsskogar på mellan 1100 och 3200 meters höjd, vanligen lägre än kastanjedunrallen. Födan består mestadels av insekter som plockar på marken bland torra löv.

## Status
Arten har ett stort utbredningsområde och internationella naturvårdsunionen IUCN kategoriserar arten som livskraftig. Beståndsutvecklingen är dock oklar.

## Namn
Fågelns vetenskapliga artnamn hedrar Henry Ogg Forbes (1851-1932), skotsk botaniker, etnolog och upptäcktsresande på Nya Guinea. Arten har tidigare kallats forbesrall eller Forbes bandrall på svenska, men har blivit tilldelat ett nytt namn av BirdLife Sveriges taxonomikommitté efter studier som visar att den egentligen hör till familjen dunrallar.